# Bernard Pottier (linguiste)
Pour les articles homonymes, voir Bernard Pottier et Pottier.
Bernard Pottier, né le 29 septembre 1924 à Paris, est un linguiste, hispaniste et américaniste français.

## Biographie
Diplômé de l'Institut de phonétique de Paris en 1944, Bernard Pottier obtient une bourse d'études pour l'Espagne. Diplômé de l'École pratique des hautes études, en 1949, il passe la même année son CAPES d’espagnol, puis deux ans plus tard l'agrégation. Il est docteur ès lettres .
Nommé au lycée Michelet de Vanves puis au lycée Corneille de Rouen, il arrive au lycée Jacques-Decour, alias collège Rollin, à Paris en 1953. Il y côtoie un an son collègue hispanisant Jean Bouzet, linguiste comme lui. En 1955, il passe son doctorat d’État.
Par la suite il occupe plusieurs postes universitaires ; maître de conférences puis professeur à l'université de Bordeaux de 1955 à 1958, il passe successivement à l’université Marc-Bloch, l'université Paris-Nanterre, Paris III - Sorbonne Nouvelle et l'université Paris IV-Sorbonne. Parallèlement, il mène une carrière de conférencier, à l’École pratique des hautes études. Il y forme une génération de chercheurs à l’étude des langues amérindiennes (maya, quechua, guarani). 
Membre de nombreuses sociétés savantes, entre autres : la Société de linguistique de Paris, l’Association pour le traitement automatique des langues, la Société de linguistique romane, l’Association pour le Développement de la Sémiotique (président), la Societas Linguistica Europaea (président), la Hispanic Society of America (New York) et l’Association internationale de Linguistique appliquée (en). Il est également membre du Comité national d’Évaluation des Universités, du Comité national du Centre national de la recherche scientifique, du Comité de direction de l’Institut national de la Langue française et du Comité consultatif des Universités. En 1972, il fonde l’équipe de recherches du CNRS Ethnolinguistique amérindienne. 
Membre de la Académie des belles-lettres de Barcelone, de l'Académie royale espagnole, de l’Académie brésilienne de Philologie, de l’Academia Argentina de Letras (en) et de l’Académie péruvienne de la langue. En 1997, il est élu membre de l’Académie des inscriptions et belles-lettres, institution dont il est président en 2007.  
Bernard Pottier est l'auteur d'une application de la notion de noème à la sémantique. Il est aussi l'inventeur du mot orthonymie.

## Distinctions académiques
Il est docteur honoris causa de l'université de Heidelberg, de l'université complutense de Madrid, de l'universidad del Zulia de Maracaibo et de l'université de Saragosse.

## Décorations
- Commandeur de la Légion d'honneur (France)[6].
- Commandeur de l'ordre des Palmes académiques (France).
- Grand-croix de l'ordre d'Alphonse X le Sage (Espagne).
- Chevalier de l’ordre de Boyacá (Colombie).

## Publications
Bernard Pottier est l'auteur de nombreuses publications en espagnol et, en français, notamment, :
- La cassotte à manche tubulaire : histoire de l’objet et des noms qui le désignent — Thèse complémentaire de doctorat d’État, université de Paris-Sorbonne
  - Arts et traditions populaires, Paris, avril–décembre 1957, p. 182–260
  - Retirage : Presses universitaires de France, Paris, 1959, 86 p., ill.
- Recherches sur l’analyse sémantique en linguistique et en traduction mécanique, Publications linguistiques de la Faculté des Lettres et des Sciences Humaines de Nancy, Université de Nancy, 1963
- Grammaire de l'espagnol, Paris, Presses universitaires de France, coll. « Que sais-je ? » 1354, 1969, 128 p.
- Linguistique générale : théorie et description, Paris, Klincksieck, 1974, 340 p.
- Sémantique et logique, Paris, Jean-Pierre Delarge, 1976 — « Études sémantiques recueillies et présentées par Bernard Pottier. »
- Théorie et analyse en linguistique, Paris, Hachette, 1987, 224 p.
- Sémantique générale, Paris, Presses universitaires de France, 1992, 240 p.
- La langue espagnole, Paris, Nathan, 1999
- Représentations mentales et catégorisations linguistiques, Paris, Louvain, Peeters, 2000, 318 p.
- Linguistique générale : Théorie et description, Paris, Klincksieck, 2000
- Grammaire explicative de l'espagnol, Paris, Armand Colin, 2005